# Kameruni földirigó
A kameruni földirigó (Geokichla camaronensis)  a madarak osztályának verébalakúak (Passeriformes) rendjébe és a rigófélék (Turdidae) családjába tartozó faj.

## Rendszerezése
A fajt Richard Bowdler Sharpe angol ornitológus írta le 1905-ben. Sorolták a Zoothera nembe Zoothera camaronensis néven.

## Alfajai
- Geokichla camaronensis camaronensis (Sharpe, 1905) - Kamerun, Egyenlítői-Guinea és Gabon
- Geokichla camaronensis graueri (Sassi, 1914) - a Kongói Demokratikus Köztársaság északkeleti része és Uganda nyugati fele
- Geokichla camaronensis kibalensis (Prigogine, 1978) - Kinabulu-hegy (Nyugat-Uganda)[2]

## Előfordulása
Afrika középső részén, Egyenlítői-Guinea, Kamerun, a Kongói Demokratikus Köztársaság, Gabon és Uganda területén honos. Természetes élőhelyei a szubtrópusi vagy trópusi síkvidéki és hegyi esőerdők. Állandó, nem vonuló faj.

## Megjelenése
Testhossza 18 centiméter, testtömege 42-57 gramm.

## Életmódja
Gerinctelenekkel, köztük kisebb csigákkal és rovarokkal táplálkozik.

## Természetvédelmi helyzete
Az elterjedési területe rendkívül nagy, egyedszáma viszont csökken, de még nem éri el a kritikus szintet. A Természetvédelmi Világszövetség Vörös listáján nem fenyegetett fajként szerepel.